# Haworthiopsis attenuata
Haworthiopsis attenuata, по-рано Haworthia attenuata, известна като „Haworthia зебра“, е малък вид сукулентно растение от провинция Източен Кейп, Южна Африка. Като декоративно растение то е едно от най-често култивираните видове Haworthiopsis.

## Описание
Това е вечнозелено сукулентно растение с къси листа, подредени в розетки с диаметър 6 – 12 cm. Сочните листа са заострени („atenuata“ означава „стесняващи се“) и върху тях има ивици бели израстъци. Видовете лесно се подразделят и разделят в нови сортове; в дивата природа образува големи туфи. Популярно е като стайно растение поради устойчивостта си на суша и общата издръжливост.
Често се бърка с по-редкия Haworthiopsis fasciata, който изглежда много подобно. Haworthiopsis attenuata обаче лесно може да се различи по белите израстъци във форма на грудки, които се срещат както от горната, така и от долната страна на листата му (H. fasciata има грудки само от долната страна, с гладка горна повърхност на листата). Листата на H. atenuata не са влакнести и често са (макар и невинаги) по-дълги, по-тънки и по-разпръснати.

## Сортове
- var. Radula
- var. Clariperla
- var. Brittenae / Britteniana
- var. Glabrata